# Space Frontier Foundation
La Space Frontier Foundation (SFF) est une association à but non lucratif d'origine américaine soutenant l'exploration spatiale et le développement des activités spatiales. D'inspiration libérale, elle souhaite accroitre le rôle du secteur privé dans le programme spatial, en collaboration avec les gouvernements, et œuvre pour la création de spatioports.

## Historique
La Space Frontier Foundation a été fondée en 1988, par des militants du secteur spatial dirigés par Rick Tumlinson, Bob Werb et Jim Muncy qui ont estimé que: « il était techniquement possible de réaliser leur vision commune de grande envergure ... de règlement du système solaire interne ... [mais] ils savaient ce n'était pas le cas (et ne pourrait pas arriver) dans le cadre du statu quo 
du programme spatial gouvernement des États-Unis à planification centralisée et exclusive. »,
L'actuel président de la fondation est Bob Werb. 

## Activités
Ces dernières années, la Space Frontier Foundation a soutenu les différents efforts du secteur privé tels que le Ansari X Prize, le projet SpaceShipOne, et le projet de station spatiale commerciale de Bigelow Aerospace. La Fondation a été critique des efforts dans l'espace déployés par le gouvernement des États-Unis, en particulier ceux de la NASA. Par exemple, la Fondation a critiqué la navette spatiale américaine et Ares I, affirmant que les travaux de la navette pourraient être mieux faits par les entreprises du secteur privé. Toutefois, la Fondation a soutenu des efforts récents de la NASA, telles que le programme de prix Centennial Challenges de la NASA pour stimuler le secteur privé de l'innovation et la nouvelle direction prise par l'agence, à la suite de l'annulation du programme Constellation en faveur du secteur privé.
L'orientation stratégique actuelle de la Space Frontier Foundation est de permettre la croissance de la communauté NewSpace.
Le conseil d'administration de la Space Frontier Foundation a approuvé les objectifs suivants :
- La mission de la Space Frontier Fondation est d'ouvrir la frontière de l'espace pour des établissements humains permanents;
- Une frontière ouverte ne peut être réalisée par toute la puissance de la libre entreprise;
- Le rôle du gouvernement est critique pour la libération de la puissance de la libre entreprise et réussit mieux en adoptant le paradigme éprouvé de la frontière, catalyseur du secteur privé ;
- Toutes les parties de tous les gouvernements doivent adopter et utiliser pleinement le potentiel de l'industrie émergente NewSpace, et,
- En ce qui concerne la NASA, l'accent à court terme de la Fondation est de maximiser la part de marché de biens et services que l'industrie NewSpace est autorisée à capturer.

### Projets
Les projets actuels et passées de la Fondation incluent The Watch, un projet de recherche et détection d'astéroïdes et comètes, Permission to Dream, de connecter des étudiants du monde entier à travers les merveilles de l'espace et l'astronomie, le parrainage de conférences, et le Space Settlement Project dans l'espace de commercialisation auprès du grand public. D'autres projets de la Fondation comprennent le Teacher in Space, un programme visant à offrir aux enseignants américains de futurs vols spatiaux suborbitaux, inspiré du programme américain Teacher in Space Project.
En outre, la Fondation organise sa conférence annuelle, NewSpace 2010 chaque année en juillet, qui sert de conférence pour que les dirigeants du NewSpace se rencontrent et déterminent l'avenir du mouvement.